# Гурбанлы, Рухидиль Насими гызы
Рухидиль Гурбанлы (азерб. Ruhidil Qurbanlı; род. 28 мая 2003) — азербайджанская гимнастка, двукратный серебряный призёр и бронзовый призёр вторых Европейских игр 2019 года в Минске по спортивной акробатике в паре с Абдуллой Аль-Машайхи.

## Биография
Рухидиль Гурбанлы родилась 28 мая 2003 года в Азербайджане. С 2008 года занимается спортивной акробатикой.
В 2017 году Рухидиль Гурбанлы в паре с Абдуллой Аль-Машайхи выиграла бронзу 28-го чемпионата Европы среди юниоров в Жешуве.
В 2018 году смешанная пара Рухидиль Гурбанлы – Абдулла Аль-Мешаихи заняла четвертое место на чемпионате мира в Антверпене, выиграв вакансию на Европейские игры 2019.
В этом же году Гурбанлы в паре с Абдуллой Аль-Машайхи выиграла серебро на Кубке мира по спортивной акробатике в Баку
В июне 2019 года на первых Европейских играх в Минске Рухидиль Гурбанлы в паре с Абдуллой Аль-Машайхи выиграла серебро в комбинированном упражнении, а за день до этого — серебро и бронзу в динамическом и балансовом упражнениях соответственно.